# Обергуриг
Обергуриг или Го́рня-Го́рка (нем. Obergurig; в.-луж. Hornja Hórka) — деревня и коммуна в Германии, в земле Саксония. Подчиняется административному округу Дрезден. Входит в состав района Баутцен. Подчиняется управлению Гроспоствиц. Население коммуны составляет 2095 человек (на 31 декабря 2017 года). Занимает площадь 9,84 км².
Входит в состав культурно-территориальной автономии «Лужицкая поселенческая область», на территории которой действуют законодательные акты земель Саксонии и Бранденбурга, содействующие сохранению лужицких языков и культуры лужичан. Официальным языком в населённом пункте, помимо немецкого, является лужицкий.

## Населённый пункт

### География
Находится на юго-запад от Баутцена на обоих берегах реки Шпрее. Через северную часть деревни проходит автомобильная дорога К 7240 и в южной части — автомобильная дорога К 7251. По восточной части деревни проходит автомобильная дорога S 114.
Соседние населённые пункты: на севере — деревня Джежникецы, на востоке — деревня Дебсецы, на юго-востоке — деревня Мале-Дебсецы и на западе — деревня Чорне-Нослицы.

### История
Впервые упоминается в 1272 году под наименованиями Goric.
С 1936 по 1950 год входила в коммуну Мёнхсвальде. С 1950 года приобрела статус административного центра одноимённой коммуны.
Исторические немецкие наименования.
- Goric, 1272
- Gorg, 1430
- Gorck, Gorik, 1477
- Gurgk, 1525
- Ober Gorcka, 1556
- Ober Gurckau, 1768
- Obergurk (-gurkau, gurig), 1836

### Население
Согласно статистическому сочинению «Dodawki k statisticy a etnografiji łužickich Serbow» Арношта Муки в 1884 году в деревне проживало 380 человек (из них — 330 серболужичан (87 %)).
Лужицкий демограф Арношт Черник в своём сочинении «Die Entwicklung der sorbischen Bevölkerung» указывает, что в 1956 году при общей численности в 4 308 человек серболужицкое население деревни составляло 35,9 % (из них верхнелужицким языком владели 1001 взрослый и 222 несовершеннолетних).
| 1834 | 1871 | 1890 | 1910 | 1925 |
| ---- | ---- | ---- | ---- | ---- |
| 217  | 289  | 434  | 611  | 614  |

## Сельские округа коммуны
Коммуна подразделяется на 7 сельских округов.
- Гросдёбшюц (Debsecy)
- Зингвиц (Dźěžnikecy)
- Клайндёбшюц (Małe Debsecy)
- Лен (Lejno)
- Мёнхсвальде (Mnišonc)
- Обергуриг (Hornja Hórka)
- Шварцнауслиц (Čorne Noslicy)

## Известные жители и уроженцы
- Будар, Ян Михал (1713—1789) — лужицкий общественный деятель, меценат и юрист. Занимался защитой юридических прав лужичан и основал первый в истории серболужицкий благотворительный фонд, просуществовавший до начала XX века.